# Robert Devereux, 3. jarl af Essex
Robert Devereux, 3. jarl af Essex, (født 11. januar 1591, død 14. september 1646) var en engelsk adelsmand, søn af Robert Devereux, 2. jarl af Essex.
Essex, der som viceadmiral havde deltaget i den mislykkede ekspedition til Cadiz 1625 og 1639 anførte den mod skotterne sendte hær, stod under Karl I's kamp med parlamentet på dettes side. Han nægtede at betale tvangslån og havde del i gennemførelsen af petition of right, men som en pligtopfyldende og rolig natur holdt han sig i den følgende tid i baggrunden indtil 1640, da han tog afgjort parti mod kongen og var blandt de lorder, der nødte Karl til at sammenkalde det lange parlament.
Kongen søgte at vinde ham ved gunstbevisninger, men forgæves, og juni 1642 udnævntes han til anfører for parlamentets tropper. Han var personlig modig, men ingen dygtig feltherre og mægtede ikke at holde de kongelige tropper stangen. Da Essex efterhånden kom i opposition til de mere radikale elementer i parlamentet, nedlagde han sin kommando kort førend "selvfornægtelsesloven" (1645). Ved hans død udslukkedes jarletitlen.